# Théâtre de Belleville (1828-1962)
Pour les articles homonymes, voir Théâtre de Belleville.
Le théâtre de Belleville est une salle de spectacle inaugurée en 1828 et disparue en 1962. Il s'élevait dans le village de Belleville, cour Lesage, à la hauteur du 46 de la rue de Paris (aujourd'hui, cour Lesage au 46, rue de Belleville). 
En janvier 1860, il devient théâtre parisien, à la suite de l'agrandissement de Paris qui annexe le village de Belleville. En 1932, il est démoli et remplacé par un nouveau bâtiment dont seul le rez-de-chaussée offre une salle de spectacle. À partir de janvier 1937 et jusque dans les années 1940 y alternent théâtre et cinéma, puis c'est juste une salle de cinéma. En 1958, il est transformé en music-hall et ferme définitivement en 1962.
Le nom de théâtre de Belleville a été repris aujourd'hui par une petite salle de spectacle située quelques centaines de mètres plus bas au 94, rue du Faubourg-du-Temple (11e), précédemment appelée théâtre du Tambour royal.

## Historique

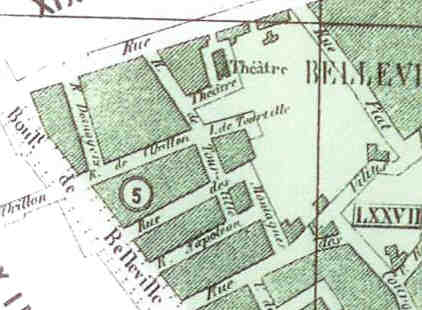
Situation géographique du théâtre de Belleville sur une carte datant de 1860, en haut : la rue de Paris.

Belleville compta jadis au moins deux autres théâtres, également aujourd'hui disparus : le Théâtre populaire de Belleville et le Théâtre-Nouveau. 
Le théâtre de Belleville n’a jamais été une salle parisienne de premier plan comme l’Odéon ou le théâtre de la Porte-Saint-Martin, mais il a tenu honorablement son rang.
Son répertoire répondait à ses débuts aux goûts dominants du temps : le drame historique, le mélodrame et le vaudeville. Alors que ces formes théâtrales déclinaient dans la plupart des salles parisiennes, le théâtre de Belleville continua de les honorer. Autour de 1900, c’était pour ainsi dire sa caractéristique.
Le théâtre de Belleville était une sorte d'école dramatique où vinrent s'essayer une multitude de jeunes artistes dont quelques-uns ont fait leur chemin ensuite : Boutin, Tétard, Étienne Mélingue, Louis Lacressonnière, Jules Brasseur, Paul Burani, Léonce, Jean-Hippolyte Tisserant, Julien Deschamps, Virginie Goy, Marie-Joséphine Chrétienno, Léonide Leblanc, Denis d'Inès... Firmin Gémier y commença sa carrière en 1888-1889.

### Les premières décennies

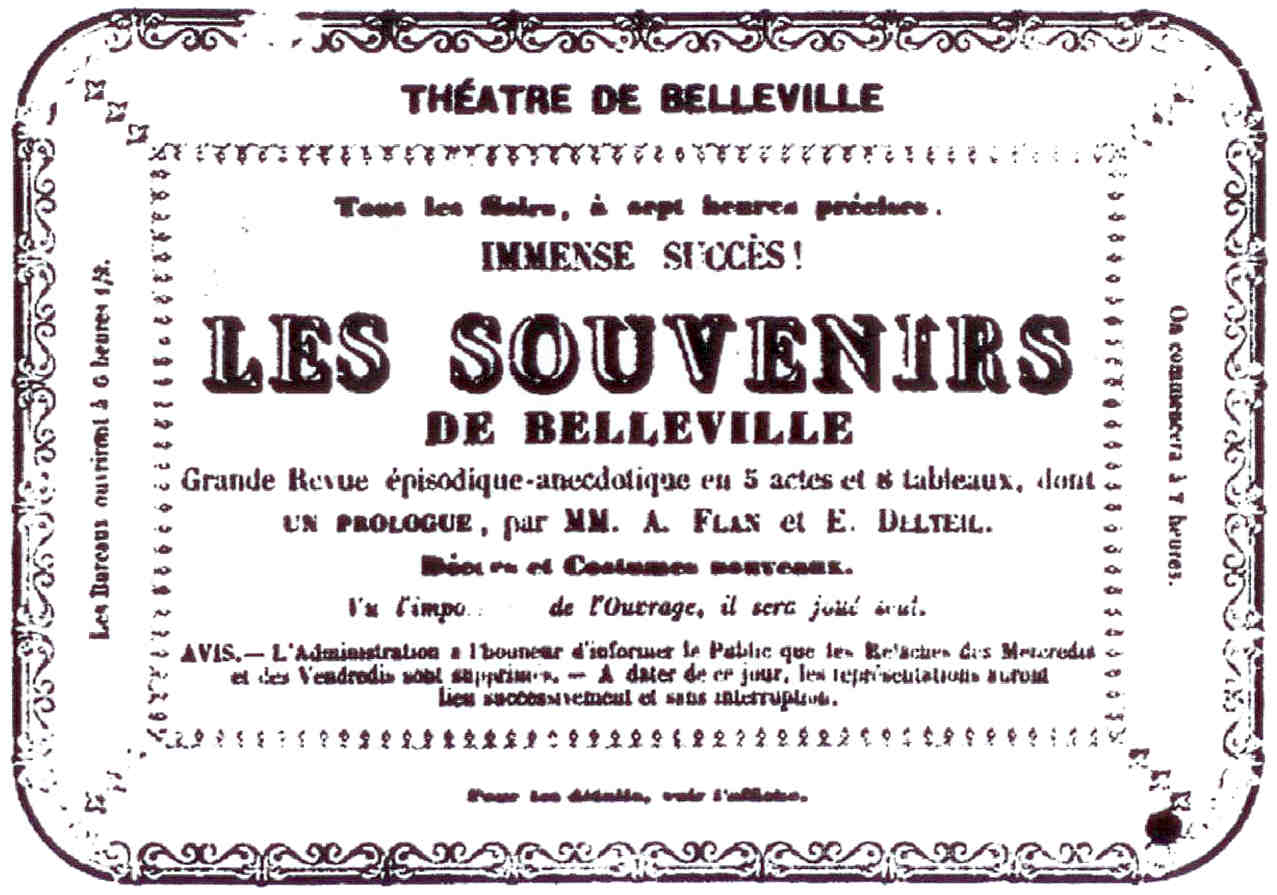
Annonce en 1859 de la revue Les Souvenirs de Belleville.

En 1817, Pierre-Jacques Seveste se voit accorder un privilège qui lui donne, ainsi qu'à ses deux fils Jules et Edmond leur vie durant, l'exclusivité de l'exploitation dramatique de toute la banlieue de Paris. Les travaux de construction du théâtre de Belleville débutent en 1826 sous les ordres d’Edmond Seveste. Il est inauguré, deux ans plus tard, le 25 octobre 1828.
Quelques années après, les frères Seveste, ne se souciant plus d'exploiter leur privilège par eux-mêmes, le fractionnèrent en autant de parties qu'ils avaient de salles et affermèrent chacune d'elles, moyennant de fortes redevances, à des subdélégués choisis par eux. Le théâtre de Belleville souffrit sous le poids de la redevance due aux frères Seveste, huit de ses gérants se ruinant tour à tour. 
À la mort de Jules Seveste, le 30 juillet 1854, le théâtre de Belleville est enfin délivré de cette charge. En 1859, juste avant le rattachement de Belleville à Paris, le théâtre de Belleville donne une revue historique récapitulative de l'histoire de Belleville : Les Souvenirs de Belleville d'Alexandre Flan et Émile Delteil. En janvier 1860, l'intégration du village de Belleville dans Paris fait du théâtre une salle parisienne. 
Cette année-là, le journaliste Émile de La Bédollière en donne la description :

« Le théâtre de Belleville est situé à mi-côté, à droite de la rue de Paris et dans une enceinte tapissée de verdure. Sa façade, élégante et sévère en même temps, se compose, au rez-de-chaussée, d'un portique en arcades où le public est à couvert pour prendre ses billets. Au premier étage, cinq baies vitrées également à plein cintre, et qu'encadrent des pilastres d'ordre ionique, éclairent le grand escalier, ainsi que le foyer du public, qui s'ouvre à deux battants sur une large terrasse ornée de vases ; au-dessus règne un entablement en harmonie avec le style de l'édifice. À l'intérieur, les aménagements sont aussi d'une élégante simplicité, et les loges des artistes y sont surtout vastes, commodes et d'une extrême propreté. »

### L'incendie de 1867

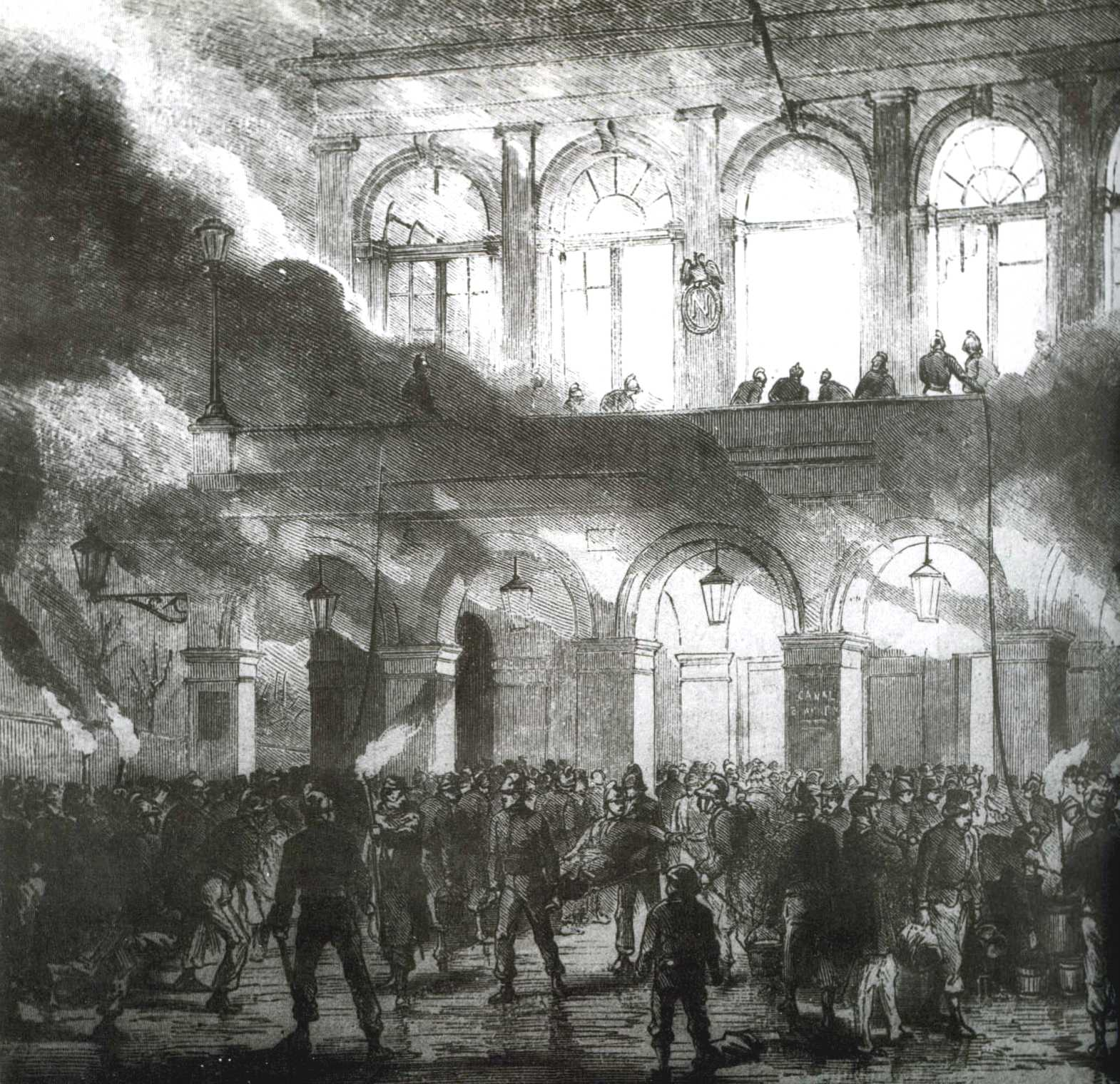
L'incendie du théâtre de Belleville en 1867.

Dans la nuit du 11 au 12 décembre 1867, le théâtre de Belleville est anéanti par un incendie, ainsi qu'une brasserie voisine auquel il a communiqué le feu. La salle est heureusement vide à ce moment-là, le feu ayant commencé à couver à la toute fin de la représentation sans que personne le remarque.
Le Petit Journal écrit : 

« Voici quelques détails complémentaires sur le sinistre d'hier.
On avait joué le Canal Saint-Martin, pièce dans laquelle on tire un coup de pistolet, On suppose que la bourre enflammée est allée se loger dans un décor, où elle aurait fait amadou, et c'est ainsi que l'incendie aurait commencé.
À minuit, le caporal de pompiers de service s'était retiré après avoir, conformément à la consigne, fait une ronde générale et minutieuse avec le concierge, Vers trois heures et demie du matin, des voisins furent réveillés par les aboiements répétés d'un chien appartenant au directeur du théâtre, et, ayant aperçu une lueur paraissant s'échapper du magasin de décors placé à la hauteur de la scène, ils s'empressèrent de donner l'alarme. Les deux premières personnes qui arrivèrent sur le lieu du sinistre furent M. Cauchepin, commissaire de police du quartier, et M. Créneau, son secrétaire. Ils firent aussitôt demander les pompiers et la troupe.
Vers cinq heures et demie, on était parvenu à faire la part du feu, lorsque, sans qu'aucun signe ne vint donner l'éveil, la toiture s'abîma avec fracas sur le plafond du foyer, défonça ce dernier et entraîna de chute en chute le plancher du premier étage ne laissant debout que les quatre murs. C'est à cet instant que des pompiers et des soldats furent si cruellement blessés. Il convient de signaler le sergent des sapeurs-pompiers Milson, qui, en compagnie d'un employé du théâtre nomme Blessant, a été retirer du magasin des accessoires la poudre qui s'y trouvait. Les deux chasseurs à pied dont l'absence avait donné tant de crainte, sont sains et saufs. Ils travaillaient si ardemment qu'ils n'ont pas entendu le clairon qui les rappelait, quand, après plusieurs heures de travail, on relevait le détachement. Ils sont rentrés plus tard à la caserne. 
Il ne reste du théâtre que le mur de derrière avec les loges des artistes, entièrement conservées, et le bas du mur de la façade avec la marquise. Un grand nombre de curieux stationnaient hier dans la journée autour du lieu du sinistre, dont les approches étaient défendues par la police. Les pompiers et les soldats ont continué à travailler pendant la journée, et la nuit à la lueur de torches, pour éteindre les foyers partiels qui brûlaient encore.
Ce matin, on travaillait à démolir les pans de mur restants qui menacent de tomber. M. Hollacher, le directeur du théâtre, a demandé hier l'autorisation de donner des représentations aux Folies-Belleville. D'après les renseignements que nous avons été prendre à l'hôpital des Récollets, nous pouvons assurer que le lieutenant de pompiers Fournier, qui a eu la jambe fracturée, quoique gravement blessé, est en voie de guérison. C'est donc à tort que quelques journaux ont annoncé sa mort. Il en est de même du chasseur Lazergue, du 8e bataillon, qui a des brûlures à la main. Le sapeur Lonteau, qui a une fracture à la cuisse, va déjà mieux, et, enfin, le quatrième pompier, dont la figure a été atteinte, reçoit également les meilleurs soins. On espère que tous ces braves militaires seront bientôt rétablis. »

### Reconstruction, continuité et disparition

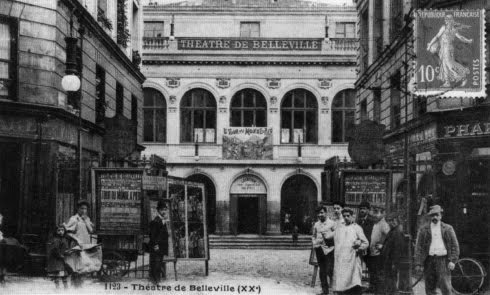
Le théâtre au fond de la cour Lesage vu depuis la rue de Belleville.

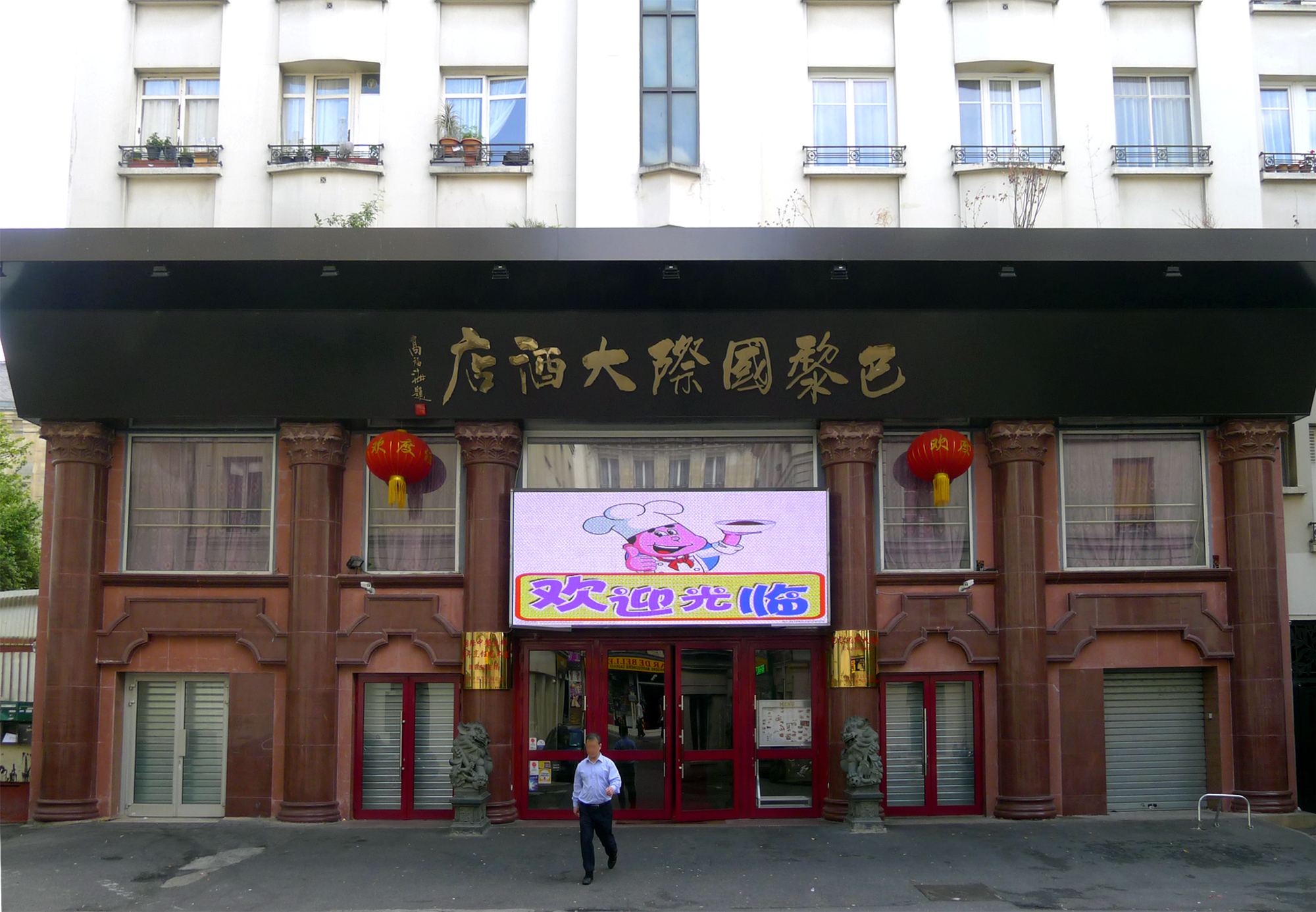
Le lieu en 2015.

Le directeur du théâtre, Joseph-Édouard Holacher, par toutes sortes de démarches financières, avec le soutien de la population bellevilloise, du milieu professionnel et de la mairie du 20e arrondissement parvient en moins d'un an à le faire reconstruire à l’identique sous la conduite des architectes Lehman et Fernoux.
À l'automne 1870, durant le siège de Paris, on y donne une représentation dont la recette est destinée à servir à l’achat d’un canon ou d’une mitrailleuse en faveur d’un bataillon bellevillois de la Garde nationale.
De 1862 à 1907, le théâtre de Belleville est dirigé par Joseph-Édouard Holacher, puis ses fils Édouard et Louis, et enfin Mary Albert-Frileux, dramaturge et un temps épouse d'Edouard Holarcher. Après le décès de Joseph-Édouard Holacher, les deux directeurs qui lui succèdent eurent bien du mal à continuer à faire vivre le théâtre. C’est qu’il ne se trouvait désormais plus le seul théâtre dans son secteur. Il y avait aussi le Théâtre populaire de Belleville et le Théâtre-Nouveau, situés près de lui au bord de la rue de Belleville.
Le journaliste Henri Avenel nous apprend également qu'en 1889 se trouve juste derrière, au 12, rue du Théâtre, la célèbre « goguette » de Lepilleur.
En 1932, le propriétaire de l’époque, Paul Caillet, fait détruire le bâtiment et élève à sa place un immeuble de style art déco avec un théâtre de 1 300 places au rez-de-chaussée compris dans un complexe comprenant un restaurant, un dancing et un garage.
À partir de janvier 1937 et jusqu’à la fin des années 1940 dans la salle alternent en soirées théâtre et projections de films. Puis c'est juste un cinéma assez pittoresque avec deux balcons dans la salle. Il conserve toutefois le nom de théâtre de Belleville.
Jusqu'en 1958 et tout en gardant une programmation cinématographique, il accueille régulièrement la célèbre émission télévisée de Jean Nohain : 36 chandelles. Le dancing en sous-sol continue également son activité chaque weekend. En 1962, il ferme pour être transformé en un supermarché (Grand Marché SOGEGRAM).  Après plusieurs changements d'enseignes, l'immeuble est vendu dans les années 1970 à une société de distribution alimentaire asiatique.